# Elecciones generales de Reunión de 1992
Las elecciones tanto al Consejo Regional como al Consejo General se celebraron en Reunión el 22 de marzo de 1992, como parte de las elecciones regionales francesas. El partido Free Dom emergió como el más grande en el Consejo Regional, ganando 17 de los 45 escaños.

## Resultados

### Consejo Regional
|  | 30.80 % |

|  | 25.63 % |

|  | 17.94 % |

|  | 10.54 % |

|  | 4.94 % |

|  | 1.64 % |

|  | 1.46 % |

|  | 1.30 % |

|  | 1.24 % |

|  | 4.51 % |

### Consejo General
| Partido/Coalición         | Partido/Coalición      | Partido/Coalición      | Partido/Coalición      | Votos | Porcentaje | Escaños |
| ------------------------- | ---------------------- | ---------------------- | ---------------------- | ----- | ---------- | ------- |
| DVD                       | DVD                    | DVD                    | DVD                    | —     | —          | 20/47   |
| PCR                       | PCR                    | PCR                    | PCR                    | —     | —          | 12/47   |
| PS                        | PS                     | PS                     | PS                     | —     | —          | 6/47    |
| Otros                     | Otros                  | Otros                  | Otros                  | —     | —          | 9/47    |
| Total de votos válidos    | Total de votos válidos | Total de votos válidos | Total de votos válidos |       | —          | 47      |
| Anuario Mundial de Europa |                        |                        |                        |       |            |         |

## Consecuencias
Después de las elecciones, Free Dom formó una alianza con el Partido Comunista, y los dos ocuparon 26 escaños. Posteriormente, la líder de Free Dom, Camille Sudre, fue elegida presidenta del Consejo con una mayoría de 27 votos.
Sin embargo, el Partido Socialista lanzó un recurso contra los resultados electorales, acusando de parcialidad mediática a Radio Free-DOM, propiedad de Sudre, que había hecho campaña a su favor. En mayo de 1993, el Conseil d'Etat francés anuló los resultados de las elecciones. Se celebraron nuevas elecciones al mes siguiente.